# 哥里迪拉足球俱乐部
哥里迪拉足球俱乐部，为格鲁吉亚哥里的一个足球俱乐部，於格鲁吉亚足球超级联赛競賽。

## 荣誉
- 格魯吉亞足球超級聯賽
  - 冠軍：2015

- 格魯吉亞盃
  - 冠軍：2012